# Hermann von Wenckstern
Hermann von Wenckstern (* 4. Juli 1882 in Amalienhof bei Teterow; † 24. August 1964 in Freilassing) war ein Forst- und Volkswirt, Ministerialrat bei der Sächsischen Regierung.
Hermann von Wenckstern stammte aus dem mecklenburgischen Adelsgeschlecht Wenckstern. Er wurde als Sohn des mecklenburgischen Gutsbesitzers Otto von Wenckstern (1847–1934) und dessen Frau Cäcilie (Magdalene Christiane), geb. von Thünen (1850–1929) geboren. Ab 1902 studierte er Landwirtschaft, später auch Volkswirtschaft, in Rostock, Halle, Berlin und zum Schluss wieder in Rostock. Von 1926 bis 1943 war er Ministerialrat im sächsischen Staatsministerium und Professor an der Universität in Rostock. Ab 1945 bis 1960 war er Leiter des Thünen-Archivs in Rostock.
Als Urenkel von Johann Heinrich von Thünen war er besonders um dessen wissenschaftliches Werk bemüht. Er publizierte 55 Artikel und Beiträge, die meisten davon zu Thünen.

## Veröffentlichungen (Auswahl)
- Hermann von Wenckstern: Drei Zeitgenossen Thünens. Alexander von Lengerke – Lucas Andreas Staudinger – Caspar von Vogth. In:  Wissenschaftliche Zeitschrift der Universität Rostock, Mathematisch-Naturwissenschaftliche Reihe Jg. 4, 1954/55, S. 323–348 (umfangreiches Schriftenverzeichnis).